# Ermida de Santo António dos Açores
A Ermida de Santo António dos Açores é um monumento religioso em Vila de Frades, no Município de Vidigueira, no distrito de Beja, Portugal.

## Descrição e história
A ermida foi provavelmente construída no século XVII, e em meados da centúria seguinte foi alvo de obras de reparação. Nos princípios da década de 1980 o interior foi destruído por um incêndio, tendo sido recuperado em 1982, com o restauro parcial das pinturas murais, intervenção que foi apoiada pela Divisão de Pintura Mural do Instituto José de Figueiredo.
Em Março de 2013, foi roubado o sino de bronze da ermida, com cerca de 50 Kg. O furto foi condenado pelo presidente da Junta de Freguesia de Vila de Frades, Luís Amado, que considerou o sino como de «um valor patrimonial incalculável», que fazia parte do «legado herdado dos povos mais antigos".
Em 2019 foi organizada a primeira edição do evento anual de corrida e caminhada Subida à Ermida de Santo António, com início em Vila de Frades.